# Давидян Гарнік Джавадович
Гарнік Джавадович Давидян (вірм. Գառնիկ Դավիդյան; нар. 11 січня 1961, Баку, Азербайджанська РСР, СРСР) — радянський та український спортсмен і тренер з фехтування; Майстер спорту СРСР (1977), Заслужений тренер України (2001).

## Біографія
Народився 11 січня 1961 року у Баку. Пращури Давидяна — карабахські вірмени із села Шош.
Займався фехтуванням з 12-річного віку, став майстром спорту. У 1982 році закінчив Азербайджанський інститут фізкультури та спорту (нині Азербайджанська державна академія фізкультури та спорту) та пішов до армії. З 1984 по 1986 рік працював тренером ДЮСШ № 2 міста Баку. У 1986—1988 роках працював тренером у спортивному товаристві «Динамо» (Баку). У листопаді 1989 року переїхав до Києва.
До 1991 року працював в Україні в київській ДЮСШ № 16, потім — тренером-викладачем у Вищому республіканському училищі фізкультури та спорту (з 2001 року — старший тренер). Одночасно з 2000 року Гарнік Давидян був старшим тренером національної збірної команди України з фехтування, керував командами шаблістів і шаблісток (з 2015 — головний тренер). Серед його вихованців — Володимир Лукашенка, Владислав Третяк, Ольга Харлан.

### Родина
Дружина — Катерина. У Гарніка Давидяна двоє дітей: син Ігор (шабліст, майстер спорту, чемпіон України серед юніорів) та донька Каріна (філолог).

## Нагороди
2003 року Гарніку Давидяну присвоєно звання «Заслужений діяч фізичної культури та спорту України», 2001 року — «Заслужений тренер України». Був нагороджений орденом «За заслуги» 3-го ступеня (2012). У 2016 році був удостоєний стипендії Президента України. У 2024 році нагороджений Орденом «За заслуги» II ст. 